# 福樂·托利
福樂·托利（英語：E. Fuller Torrey，1937年9月6日—），是一位美國精神病理學家及思覺失調症研究者。他是史丹利醫學研究中心研究實驗室的副主任。
托利於1998年創立了治療宣導中心，該中心是一個非營利組織，對於嚴重精神疾病的及時和有效治療，旨在消除其障礙。

## 經歷
托利畢業於普林斯頓大學，在麥基爾大學醫學院獲得博士學位。也擁有史丹佛大學人類學碩士學位，並在其醫學院接受精神病學訓練。
在麥基爾大學與史丹佛大學研究期間，托利接觸到一種生物學學派，並想起他在麥基爾大學醫學院的指導教授海因茨·萊曼，萊曼是北美第一位使用抗精神病藥物氯丙嗪的臨床醫師。麥基爾大學醫學院與蒙特婁神經科學研究所相毗鄰，是一所頂尖神經科學中心。

## 中文出版著作
- 《躁鬱症完全手冊》(Surviving Manic Depression：A Manual on Bipolar Disorder for Patients, Families, and Providers)，2006年，繁體中文版由心靈工坊出版，ISBN 986-757-485-0
- 《精神分裂症完全手冊：給病患、家屬及助人者的實用指南》(Surviving Schizophrenia: A Manual For Families, Patients, And Providers)，2011年，繁體中文版由心靈工坊出版，ISBN 978-986-611-206-5
- 《思覺失調症完全手冊：給病患、家屬及助人者的實用指南》（第七版）(Surviving Schizophrenia: A Family Manual, 7th Edition)，2020年，繁體中文版由心靈工坊出版，ISBN 978-986-357-196-4